# 경남체육고등학교
경남체육고등학교(慶南體育高等學校)는 대한민국 경상남도 진주시 진성면 가진리에 있는 공립 고등학교이다.

## 학교 연혁
- 1984년 12월 29일 : 경남체육고등학교 6학급 설립인가
- 1985년 3월 1일 : 제1대 전혜연 교장 취임
- 1985년 3월 20일 : 개교 및 85학년도 제1회 입학식(입학생 102명)
- 1988년 2월 15일 : 제1회 졸업식(82명)
- 1989년 10월 12일 : 학칙변경 인가(9학급)
- 1992년 6월 17일 : 특수목적고등학교(체육) 인가
- 1996년 11월 1일 : 진성교육단지 내 신축 이전
- 2022년 12월 19일 : 제36회 졸업식(81명, 졸업생총수 2,961명)
- 2023년 3월 1일 : 제19대 김병길 교장 취임
- 2023년 3월 2일 : 제39회 입학식(입학생 89명)

## 설치 학과
- 체육과

## 참고 자료
- 경남체육고등학교 - 한국교육학술정보원 학교알리미